# Semonkong
Semonkong is een stad (Engels: gazetted town) in het district Maseru in Lesotho.
De stad heeft ongeveer 8000 inwoners.